# Marcel Bertone
Pour les personnes ayant le même patronyme, voir Bertone.
Marcel Bertone, né le 9 octobre 1920 à Lyon et fusillé par les nazis le 17 avril 1942 au fort du Mont-Valérien, est un résistant communiste français.

## Biographie
Né dans le quartier de La Croix-Rousse à Lyon, Marcel Bertone exerce le métier d'aide-comptable.
À l'âge de 15 ans, il adhère aux Jeunesses communistes (JC) et un an plus tard, il s'engage dans les Brigades internationales pour combattre aux côtés des Républicains espagnols. Commissaire politique, il rentre à la fin de 1938 après avoir été blessé à la bataille de l'Èbre.
En avril 1939, il succède à Albert Ouzoulias, rappelé sous les drapeaux, au secrétariat des JC de la région lyonnaise. Au congrès d’Issy-les-Moulineaux, il est élu membre du comité central des JC.
Quand la guerre éclate, les communistes sont suspects et Marcel Bertone est interné dans différents camps. Le 7 octobre 1940, il s'évade du camp de Chibron (Var) et entreprend des activités de sabotage avec les FTP. Pour des raisons de sécurité, il est affecté aux JC de la banlieue sud de Paris.
Il est arrêté avec deux camarades le 18 décembre 1941, alors qu'ils tentaient d'incendier des camions de la Wehrmacht. Il est jugé par la cour martiale allemande réunie à la Maison de la Chimie avec 26 autres résistants et condamné à mort. Il est fusillé le 17 avril 1942 au fort du Mont-Valérien. Il a été inhumé au cimetière parisien d’Ivry-sur-Seine. Le corps est restitué à sa famille en 1950.
Marcel Bertone était marié, père d’une petite fille, domicilié 6 rue de La Folie-Méricourt dans le 11e arrondissement de Paris.
La mention « Mort pour la France » lui est attribuée par le ministère des Anciens Combattants en date du 15 mars 1945.

## Hommages
- Une place de Lyon (à La Croix-Rousse) porte son nom.
- Une ancienne maison d'enfant, transformée par la suite en centre aéré, de la commune de Meyzieu porte son nom[5].
- Son nom figure sur le monument commémoratif du Mont-Valérien (cloche)[6].
- Son nom figure sur la plaque commémorative située dans une salle de la Maison de la Chimie au 28 rue Saint-Dominique dans le 7e arrondissement de Paris. Elle comporte la mention : « En ce lieu, ont été jugés du 7 au 14 avril 1942 par un tribunal militaire nazi, siégeant à la Maison de la Chimie réquisitionnée, 27 combattants membres des premiers groupes de résistance armée (O.S. - F.T.P.F.), livrés à l'occupant par la police de Vichy »[7].
- Son nom figure sur la plaque commémorative située au 29 impasse Gigodot, Croix-Rousse à Lyon. La mention « À la mémoire de Marcel Bertone, lieutenant F.T.P.F., membre du P.C.F., fusillé à Paris le 17 avril 1942 » est présente sur cette plaque[8].